# Antennaria rousseaui
Antennaria rousseaui là một loài thực vật có hoa trong họ Cúc. Loài này được A.E.Porsild mô tả khoa học đầu tiên năm 1949.